# بيت الحمرة (العدين)

تعديل مصدري - تعديل

بيت الحمرة محلة تابعة لقرية النجادي، التابعة لعزلة بلاد المليكي بمديرية العدين إحدى مديريات محافظة إب في الجمهورية اليمنية.، بلغ تعداد سكانها 86 حسب تعداد اليمن لعام 2004.